# Tymfi
Tymfi eller Tymphe, Timfi, også Tymphi ( græsk: Τύμφη , [ˈTimfi] ) er et bjerg i den nordlige del af Pindusbjergkæden, i det nordvestlige Grækenland. Det er en del af den regionale enhed Ioannina og ligger i regionen Zagori, kun få meter syd for 40 ° parallel. Tymfi danner et massiv med sin højeste top, Gamila, på 2.497 moh.
Tymfi-massivet omfatter i den sydlige del Vikoskløften, mens de begge er en del af Vikos–Aoös Nationalpark, der har over 100.000 besøgende om året. Den tidligere kommune med samme navn havde navn efter bjerget. Det gav også navn til det oldgræske land kendt som Tymphaea og til Tymphaeans, en af stammerne i det gamle Epirus.

## Etymologi
Τύμφη er translittereret i mange lignende former: Tymfi, Tymphe, Timfi eller Tymphi . Den nøjagtige betydning af navnet er ikke kendt, men har været i brug siden oldtiden. Navnet "Tymphe" eller "Stymphe" er nævnt af den antikke geograf Strabon.

## Geografi
Bjerget er omgivet af forskellige massiver, der også udgør en del af den nordlige Pindus-bjergkæde. Nordøst for Tymfi ligger det højeste bjerg i Pindus, Smolikas. Bjerget Trapezitsa ligger nord, Lygkos mod øst og Mitsikeli mod syd. Aoos- floden løber mod nord og dens biflod Voidomatis mod sydvest. Vikoskløften er dannet af sidstnævnte på den sydvestlige side af bjerget. Bjergets længde er ca. 20 til 25 km med retning fra øst til vest og bredden er cirka 15 km fra nord til syd. Bjergets sydlige og sydøstlige skråninger er forholdsvis glatte. Nordsiden danner dog klipper, der når 400 moh.
Der findes et antal lodrette huler og afgrænsninger i området omkring landsbyen Papingo, der ligger nær Gamila og Astraka-toppene. Nogle af dem bærer navne inspireret af mytologi, såsom Odysseus hul og Epos kløften. Disse undersøges og udforskes af grotteforskere. Hulen af "Provatina" (Lit. "Ewes hule"), med en dybde på 408 m, en af de dybeste i verden, blev først opdaget i 1965 af britiske speleologer fra Cambridge University Caving Club og er siden da blevet undersøgt af et stort antal ekspeditioner. Den nærliggende Eposkløften med en dybde på 451 m , er afløb for vandet, der kommer fra de omkringliggende plateauer.

## Αdgang
Bjerget ligger ved Zagori-regionen, og de nærmeste bebyggelser er hovedsageligt landsbyer. Iliochori, Vrysochori og Laista ligger mod øst, Skamneli og Tsepelovo mod syd og Papingo og Vikos mod henholdsvis vest og sydvest. Den nærmeste by er Konitsa mod nordvest. Den nærmeste by med en lufthavn er Ioannina, cirka 60 km syd for Papingo. GR-20 ( Kozani - Siatista - Ioannina ) passerer tæt på bjergets vestlige, nordvestlige og nordlige side.

## Dyreliv
Det meste af bjerget, med undtagelse af den sydligste del omkring toppen af Astraka, er en del af Vikos–Aoös Nationalpark. Parken er et udpeget beskyttet område, og besøgende skal være opmærksomme på begrænsningerne for aktiviteter, der er pålagt af loven. World Wide Fund for Nature (WWF) driver et informationscenter i landsbyen Papingo.
Tymfi besidder den største registrerede bestand af Balkan-gemser (Rupicapra rupicapra balcanica) i Grækenland, med en bestand på mellem 120-130 ud af en anslået nationale bestand mellem 477-750. Selvom gemser er registreret som mindst bekymrende på IUCNs rødliste, er underarten balcanica betanden faldende. Ifølge det hellenske ornitologiske samfund er Tymfi sammen med det nærliggende bjerg Smolika vigtige regioner for ynglende rovfugle, alpine fugle og skovfugle. Ådselgrib, Slangeørn, stendrossel yngler i regionen, mens arter som kongeørn, alpekrage, stenhøne, alpeallike, murløber, snefinke og alpejernspurv findes. Alpine krybdyr og padder er også til stede. Hugormearten Vipera ursinii bor i bjergets subalpine enge og betragtes som en truet art. De amfibiske bjergsalamander ( Triturus Alpestris ), der bor i bjergens alpine søer, især i og omkring Drakolimni, er forbundet med lokale folkeeventyr om drager og dragekampe. Gulbuget klokkefrø (Bombina variegata) er også almindelige i det samme område.

## Galleri
- Luftfoto af Tymfi
- Hest i det snedækkede landskab
- Heste i de snedækkede Tymfibjerge
- Snedækket landskab i Tymfibjergene
- Tymfi
- Gamila i Tymfibjergene